# Tetrorchidium jamaicense
Tetrorchidium jamaicense är en törelväxtart som beskrevs av Léon Camille Marius Croizat. Tetrorchidium jamaicense ingår i släktet Tetrorchidium och familjen törelväxter.
Artens utbredningsområde är Jamaica. Inga underarter finns listade i Catalogue of Life.